# Mateo de Prado
Mateo de Prado (San Julián de Cumbraos, 1600 circa – Santiago di Compostela, 27 agosto 1677) è stato uno scultore spagnolo.

## Biografia

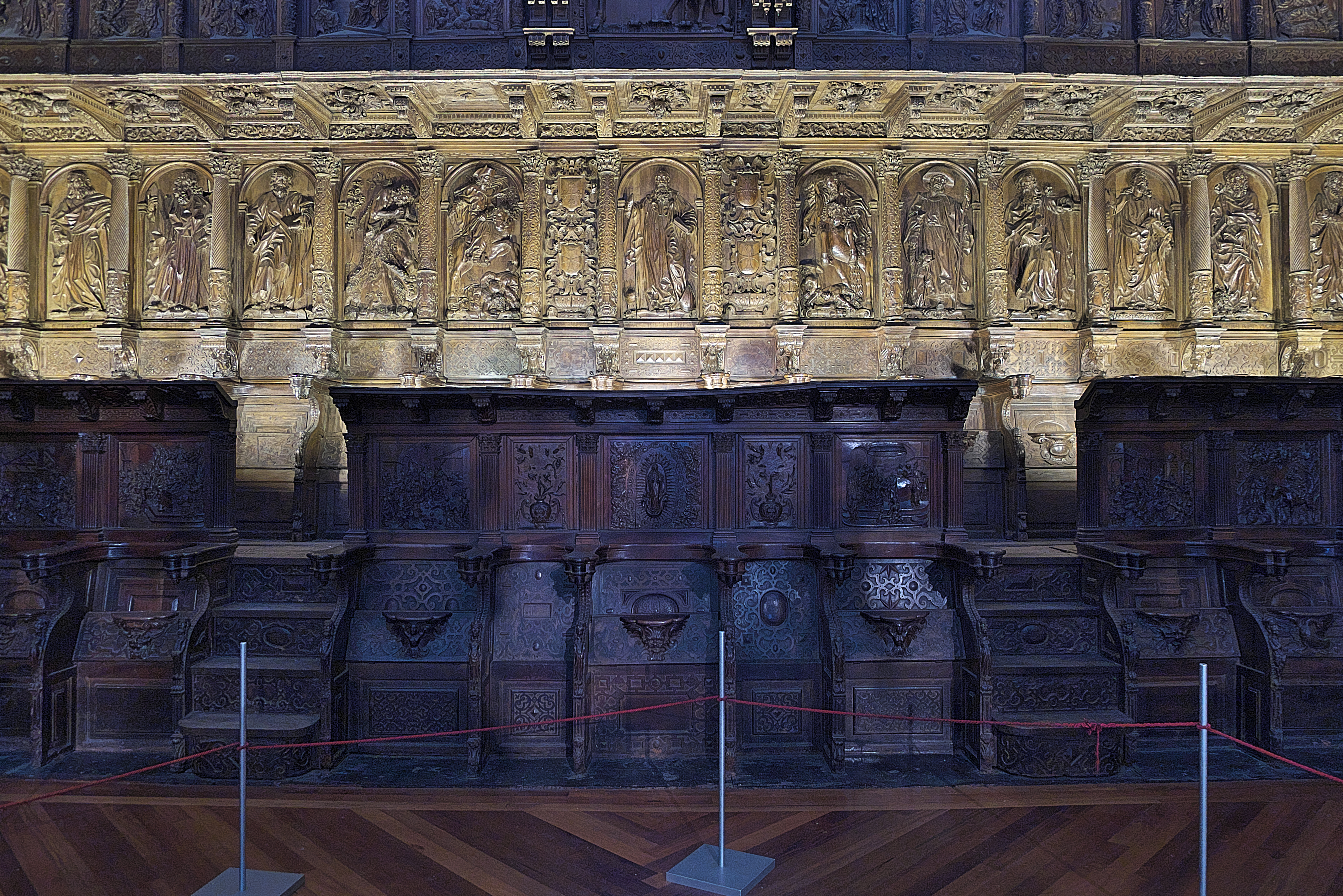
Stalli del coro della chiesa di San Martín Pinario di Santiago di Compostela.

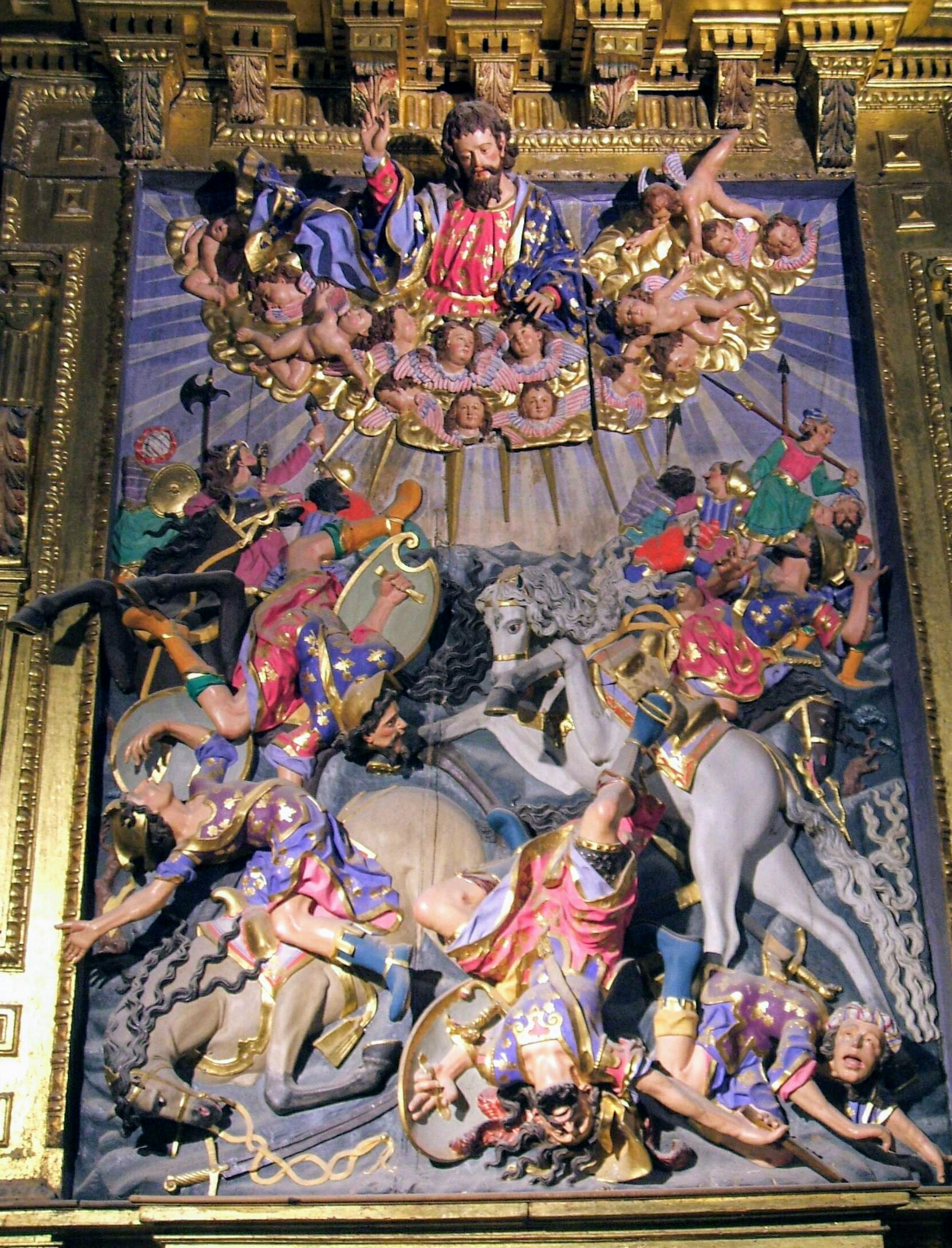
L'altare della Conversione di San Paolo del deambulatorio della cattedrale di Orense.

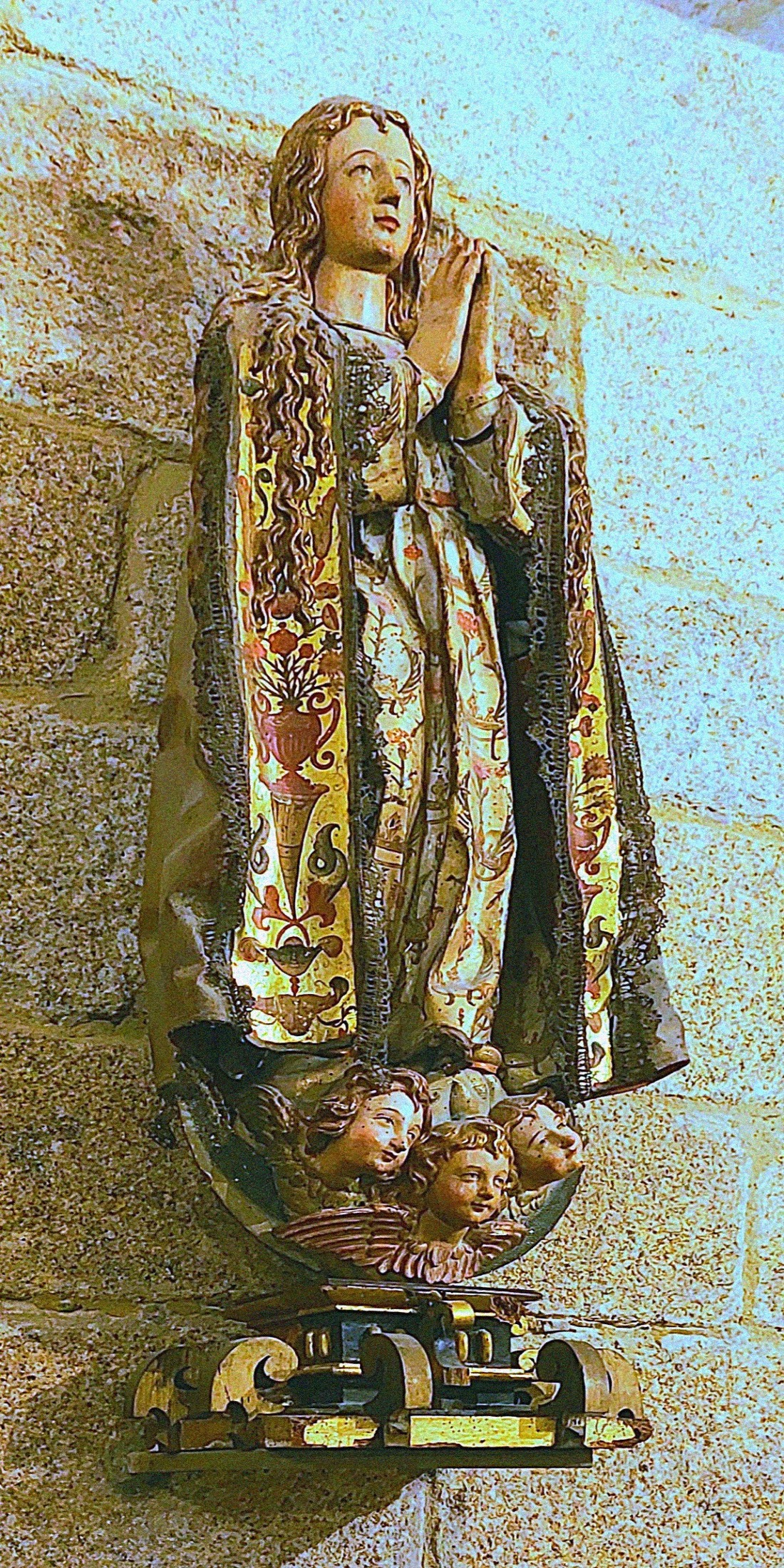
Statua dell'Immacolata nel Museo della Cattedrale di Orense.

Sono scarse le notizie intorno alla sua vita privata e nulla si sa della sua produzione prima del 1632. Riguardo alla famiglia, è noto che sposò María de Córdoba nel 1645, da cui ebbe numerosi figli. Insieme vivevano nel quartiere di San Rocco a Santiago di Compostela. Bouza Brey ha avanzato l'ipotesi che i fratelli Manuel de Prado, anch'egli scultore, e Melchor de Prado possano essere suoi nipoti. Ebbe un numero consistente di discepoli, ma nessuno assurse ai suoi livelli di fama e di qualità artistica.
La sua formazione ebbe probabilmente inizio a Valladolid, attorno alla bottega dello scultore barocco Gregorio Fernández. Nel 1632 intervenne con altri artisti nel reliquiario della collegiata di Villagarcía de Campos. Nel 1635 era impegnato nel monastero di Nuestra Señora de Aránzazu, nei Paesi Baschi.
Morto Gregorio Fernández nel 1636, fu incaricato dai monaci benedettini di San Martín Pinario di Santiago di Compostela della realizzazione degli stalli del coro della chiesa. Si tratta di un'opera monumentale, per cui ottenne dai monaci nel 1640 e 1641 altri quattro anni per portarla a termine, riuscendovi però solo nel 1647. Il programma iconografico comprende scene della vita della Vergine, della vita di San Benedetto e altri santi. Per il ciclo mariano 24 dei 35 rilievi furono una trasposizione delle incisioni dell'Officium Beatae Mariae Virginis stampato nell'Officina Plantiniana di Anversa nel 1609. Il ciclo di San Benedetto segue invece le illustrazioni della Vita et Miracula Sanctisimi Patris Benedicti. Ex Libro II Dialogorum Beati Gregorii Papae et Monachi collecta, stampata a Roma nel 1579. Il risultato del lungo lavoro lo rende uno dei capolavori del XVII secolo: secondo Chamoso Lamas si tratta della «più originale e valida opera rappresentativa dell'arte della scultura in Galizia nell'età moderna» e nel giudizio del professor Rosende, vi si compie una difesa del culto mariano contro le idee della Riforma protestante.
Nel frattempo Mateo de Prado accettò nel 1642 anche la commessa per la chiesa di Santa Maria dei Frati a La Estrada: per l'altare maggiore opera di Jacome de la Flor y Vaamonde scolpì le statue di San Giovanni e di San Giacomo e il gruppo di Cristo, la Madonna e San Giovanni. Nello stesso anno lavora alla prima collaborazione con lo specialista di retablos Bernardo de Cabrera: l'altare della chiesa delle agostiniane di Vista Alegre a Villagarcía de Arosa. La collaborazione con Cabrera diede altri altari: Cabrera si occupava della parte strutturale ed è menzionato nei contratti come «maestro de arquitectura», mentre Mateo de Prado figura come «maestro de escultura». Secondo García Iglesias sempre a Villagarcía Mateo de Prado fu autore di una statua di San Michele arcangelo e altre parti dell'altare di San Michele nella chiesa di Sant'Eulalia di Arealonga.
Nel 1643 lavorò al monastero di Sobrado de los Monjes, per cui realizzò un Ecce Homo, due angeli con gli strumenti della Passione, un'Annunciazione, un San Gabriele arcangelo e un San Bernardo come immagine processionale. Nello stesso anno a San Andrés de Barrantes fece per l'altare maggiore una Concezione, una Santa Lucia, un Sant'Andrea, un San Giacomo pellegrino e un Sant'Ildefonso: queste cinque statue non sono sopravvissute alla soppressione del convento. Sempre nel 1643 portò a termine una statua equestre di San Giacomo apostolo per l'altare della cappella delle Reliquie nella cattedrale di Santiago di Compostela.
Nel 1650 i monaci cistercensi di Oseira gli commissionarono una Concezione, una Santa Caterina e un San Michele, di cui si conservano le ultime due e la pedana della prima. Si può far risalire a questo periodo anche un'Immacolata per il monastero di Montederramo, opera in cui è evidente l'influsso di Gregorio Fernández.
Nel 1653 realizzò un San Domenico, un San Francesco riceve le stimmate e un San Pietro Martire per la chiesa di San Domenico de La Coruña (altare di Nostra Signora), ma anche queste opere furono disperse dopo la soppressione del convento.
La collaborazione con Cabrera si infittì in questo periodo e nel 1656 produsse l'altare della Conversione di San Paolo del deambulatorio della cattedrale di Orense. L'anno successivo nella stessa cattedrale lavorò all'altare dell'Assunzione e nel 1658 a quello di Sant'Antonio. Sempre nello stesso anno continuò a lavorare nella medesima cattedrale agli altari della Concezione (che fu poi distrutto dall'umidità) e dell'Ascensione e tornò a Santiago per l'altare della cappella dell'Ospedale Reale, dove scolpì un 'San Giovanni Evangelista, un San Giacomo' e un'Assunzione: smantellato l'altare, di queste statue furono trovati in pessime condizioni nel 1954 soltanto quelle dei due apostoli.
Dopo il 1660 fu stabilmente presente a Santiago di Compostela: ricevette commissioni per la cattedrale, dove realizzò opere minori per la festa del Corpus Domini e alcune statue nel coro l'anno successivo. Nel 1662 invece collaborò con Cabrera agli altari laterali della cappella del Cristo di Burgos: scolpì un San Pietro da un lato e dall'altro Santa Maria Salomè, Zebedeo e i suoi figli. Nello stesso 1662 tornò anche a lavorare, sempre con Cabrera, al monastero di Montederramo: l'altare nel 1664 era in fase di montaggio e fu dipinto nel 1666.
All'incirca in questo periodo si deve collocare anche un'Immacolata, che si conserva nel Museo della Cattedrale di Orense., la statua del cristo per la chiesa di Santa Cruz de Rivadulla (1662), un San Giuseppe e un Sant'Andrea per la chiesa del monastero di Conjo.
Nel 1674 le monache mercedarie di Santiago commissionarono a Mateo de Prado una statua di granito da collocarsi sulla facciata del convento ritraente l'Annunciazione, opera semplice, ma notevole per la naturalezza e per l'espressività. Lo stesso anno scolpì nella pietra due statue per monumenti funebri nella cappella dell'Opera pia di Sant'Antonio di Melide.
Lavorò ancora all'altare maggiore della Cattedrale di Santiago e al tabernacolo della chiesa di Oseira.
Morì a Santiago di Compostela nel 1677, e fu sepolto nella chiesa dei francescani.